# Lycée Teilhard-de-Chardin
 (mars 2023).
Le lycée Teilhard-de-Chardin (anciennement « Sacré-Cœur ») est un lycée privé catholique en contrat avec l'État, de Saint-Maur-des-Fossés (Val-de-Marne) situé à l'orée du bois de Vincennes, dans le Vieux Saint-Maur, à deux pas de l'église Saint-Nicolas. Il porte le nom du théologien jésuite et anthropologue Teilhard de Chardin.
C'est un lycée d'enseignement général et technologique qui forme plus de 1400 jeunes chaque année de la Seconde aux BTS et classes préparatoires.

## Histoire
Autrefois appelé Château du Sacré-Cœur, l'édifice accueillait, au XVIIe siècle, la fameuse « Manufacture du ras d'or de Saint-Maur », fabrique de tissus dirigée par Marcelin Charlier. Ce dernier est appelé à Paris par Colbert en 1658. Il devient fournisseur de Louis XIV en 1673, et installe sa manufacture à Saint-Maur en 1677. Plusieurs centaines d'ouvriers y fabriquaient un somptueux tissu de velours « ras », brodé d'or et d'argent filé, en directe concurrence avec les draps italiens. Beaucoup de draperies de Versailles ont été tissées ici. La manufacture reçoit même en 1700 la visite du Dauphin.
C'est en 1927 que la propriété actuelle est acquise par les religieuses du Sacré-Cœur pour en faire un établissement d'enseignement. En 1947, il pase sous la direction des religieuses de l'Éducation Chrétienne qui conservent le nom de « Sacré-Cœur ». 
Outre les classes préparatoires économiques et commerciales et aux professions paramédicales, une section BTS Comptabilité - Gestion est créée en 1979, puis une section DECF (Diplôme d'Études Comptables et Financières) en 1988.
C'est en 1998, après sa fusion avec le lycée Morin de Maisons-Alfort que le lycée est baptisé de son nouveau nom.

## Classement du lycée
En 2015, le lycée se classe 2e sur 47 au niveau départemental quant à la qualité d'enseignement, et 112e au niveau national. Le classement s'établit sur trois critères : le taux de réussite au bac, la proportion d'élèves de première qui obtient le baccalauréat en ayant fait les deux dernières années de leur scolarité dans l'établissement, et la valeur ajoutée (calculée à partir de l'origine sociale des élèves, de leur âge et de leurs résultats au diplôme national du brevet).

## Classements des CPGE
Le classement national des classes préparatoires aux grandes écoles (CPGE) se fait en fonction du taux d'admission des élèves dans les grandes écoles. En 2015, L'Étudiant donnait le classement suivant pour les concours de 2014 :
| Filière | Élèves admis dans une grande école* | Taux d'admission* | Taux moyen sur 5 ans | Classement national | Évolution sur un an |
| --- | ----------------------------------- | ----------------- | -------------------- | ------------------- | ------------------- |
| ECE | 1 / 32 élèves                       | 3 %               | 3 %                  | 42e sur 105         | 27                  |
| Source : Classement 2015 des prépas - L'Étudiant (Concours de 2014). * le taux d'admission dépend des grandes écoles retenues par l'étude. Par exemple, en filière ECE et ECS, ce sont HEC, ESSEC, et l'ESCP qui ont été retenues. |                                     |                   |                      |                     |                     |